# Флейшер Євген Адольфович
Євген Адольфович Флейшер (рос. Евгений Адольфович Флейшер; 7 березня 1934, Ленінград, СРСР — 26 грудня 1974, Електросталь, Московська область, СРСР) — радянський спортсмен і тренер.

## Спортивна кар'єра
Займався в секції хокею з м'ячем ленінградського клубу «Червона зоря». На рівні команд майстрів у цьому виді спорту виступав за місцеві «Енергію», «Світлану» й московське «Динамо». Бронзовий призер чемпіонату СРСР 1956 року. Чудово взаємодіяв з Василем Трофімовим, але інколи зловживав індивідуальною грою. У складі другої збірної СРСР — переможець Московського міжнародного турніру 1956.
На футбольних полях захищав кольори українських клубів «Спартак» із Станіслава (1959) і чернівецького «Авангарда» (1960—1963). У двох сезонах виступав у змаганнях по канадському хокею. Грав за «динамівські» колективи Москви (1957—1958) і Києва (1963—1964).
З 1964 по 1968 рік працював у Казані, був наставником команди з бенді «Ракета». У першому сезоні поєднував тренерські функції з виступами на хокейних полях.
Перший тренер в історії «Іжсталі». Для іжевського хокею здобув перший вагомий трофей — кубок РРФСР 1972 року. 1974 року повернувся до Казані, працював начальником хокейної команди СК ім. Урицького.
Загинув 26 грудня 1974 року в автомобільній аварії поблизу міста Електросталь (Московська область).